# 长角蒲公英
长角蒲公英（学名：Taraxacum pseudostenoceras）为菊科蒲公英属下的一个种。

## 扩展阅读
- 維基物種上的相關：长角蒲公英